# 萊希尼亞湖
51°01′50″N 15°18′43″E / 51.0306°N 15.3119°E

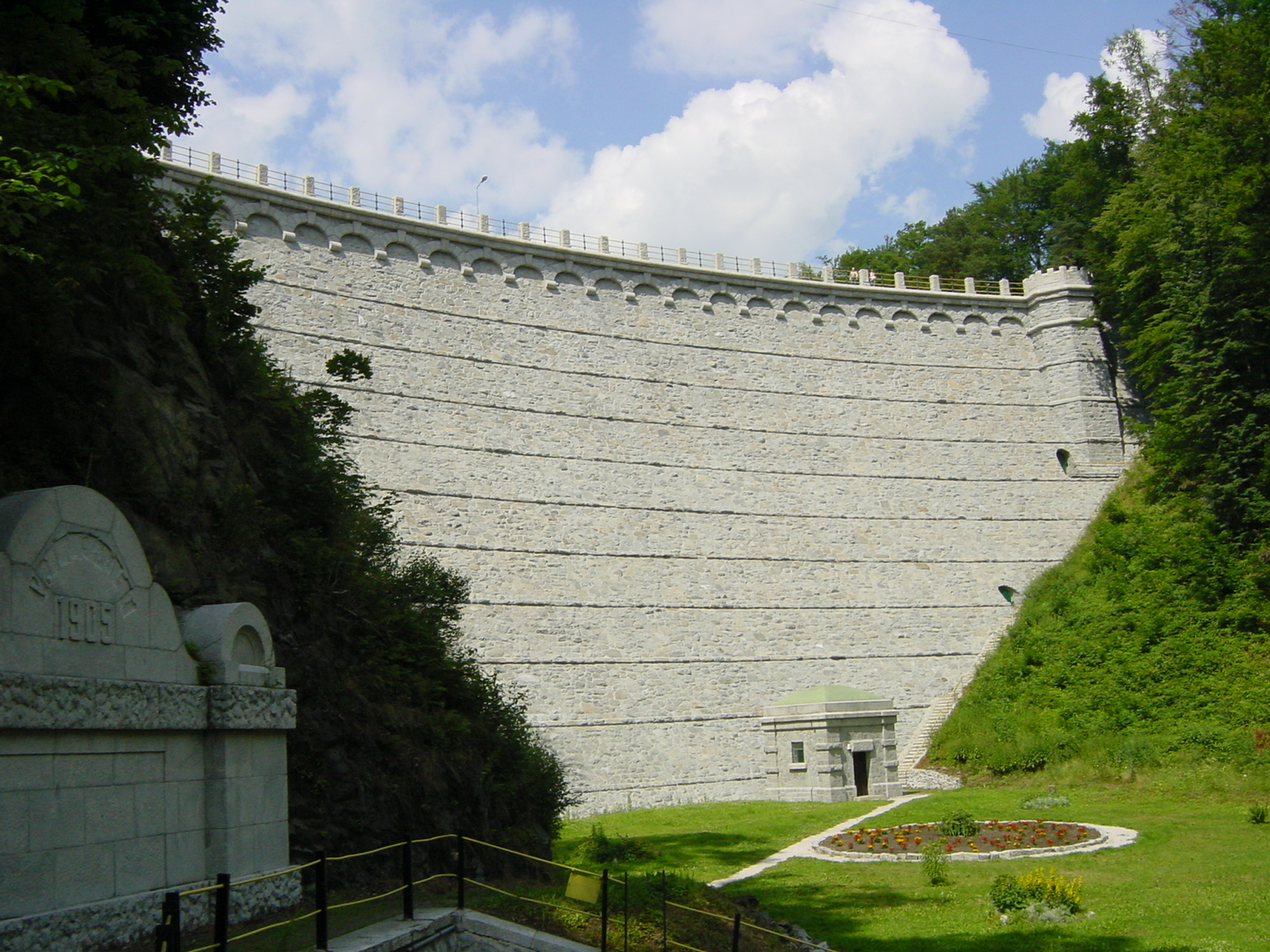

萊希尼亞湖或稱萊希尼亞水庫（波蘭語：Jezioro Leśniańskie; Leśniański Zbiornik Wodny）是波蘭的人工湖泊，位於該國西南部下西里西亞省，處於克維薩河，落成於1905年，長7公里、寬1公里，面積1.4平方公里，水深12米，蓄水量1,500萬立方米。